# Soaked in Bleach
Soaked in Bleach é um docudrama americano de 2015 dirigido por Benjamin Statler, que o co-escreveu e produziu com Richard Middelton e Donnie Eichar . O filme detalha os acontecimentos que levaram à morte de Kurt Cobain, vistos através da perspectiva de Tom Grant, o detetive particular que foi contratado por Courtney Love para encontrar Cobain, pouco antes de sua morte em 1994. Também explora a teoria da conspiração de que a morte de Cobain não foi suicídio. O filme é estrelado por Tyler Bryan como Cobain e Daniel Roebuck como Grant, com Sarah Scott interpretando Courtney Love e August Emerson como Dylan Carlson .

## Sinópse
O filme oferece um olhar sobre as inconsistências na morte de Kurt Cobain, vocalista da banda grunge americana Nirvana, vistas através da perspectiva do ex-investigador particular Tom Grant. Além da dramatização dos últimos dias de Cobain, o filme combina imagens documentais e entrevistas com pessoas associadas ao caso, como o ex- chefe de polícia de Seattle, Norm Stamper, e o patologista forense americano Cyril Wecht . As próprias conversas gravadas de Grant com figuras-chave como Rosemary Carroll, a advogada de Cobain & Love e Dylan Carlson - que comprou a espingarda Remington Model 11 Sportsman calibre 20 - também são apresentadas com destaque.

## Produção
Soaked in Bleach marca a estreia na direção de Benjamin Statler,  que co-escreveu e produziu os filmes Ato de Coragem e A Saga Comic-Con: O Sonho de um Fã . Em relação ao título do filme, Bleach é o nome do álbum de estreia do Nirvana e "Soaked in Bleach" são letras da música " Come as You Are " do Nirvana, que foi o segundo single do segundo álbum do Nirvana, Nevermind .

## Recepção
O filme tem uma classificação de 50/100 no Metacritic com base em sete avaliações. No Rotten Tomatoes, o filme tem uma avaliação de 30% com base em 10 críticas com uma classificação média de 4,5/10. Dennis Harvey, da Variety, escreveu que o filme "pode ter muita informação para aqueles que ainda não estão obcecados por todas as coisas de Cobain", mas apresenta evidências suficientes para contrariar sua rejeição como uma teoria da conspiração. Zack Sigel escreveu para a VH1 que o filme apresenta "evidências frágeis, agendas pessoais e flagrante desrespeito pelos fatos". A crítica do IndieWire afirmou que o diretor de fotografia Ben Kutchins "estudou profundamente a obra-prima processual desconhecida de David Fincher " Zodíaco, observando que os "testemunhos [e] gravações de áudio feitas por Grant" foram "dramaticamente recriados como uma versão feita para a TV [do filme de Fincher]."

## Controvérsia
Antes do lançamento do documentário dramático, o detetive de homicídios arquivados Michael Ciesynski foi instruído a olhar as fotos do filme 35mm da cena da morte de Kurt Cobain como parte de um reexame, marcando o 20º aniversário da morte do músico. O Departamento de Polícia de Seattle divulgou essas fotos em março de 2014. Ciesnyski disse à KIRO-TV que "o novo trabalho no caso não revelou nada que o fizesse pensar que a morte de Cobain foi tudo menos o que foi considerado em 1994 - um suicídio". Novas imagens da espingarda Remington também foram divulgadas no final de março de 2016, refutando a afirmação feita no filme de que o Departamento de Polícia de Seattle deu a Courtney Love a espingarda por derretê-la. Um relatório policial referia-se, em vez disso, a outras armas confiscadas pela polícia.
Em 17 de junho de 2015, Deadline Hollywood e Stereogum relataram que Courtney Love havia enviado cartas de cessação e desistência contra cinemas que exibiam Soaked in Bleach alegando: "Uma falsa acusação de comportamento criminoso é difamatória... o que dá direito à Sra. Cobain a danos reais e presumidos" . A carta também afirma: “Por este meio, exigimos novamente que você cesse imediatamente todo e qualquer plano de exibição ou promoção do filme. Se não recebermos uma resposta sua dentro de cinco dias, seremos obrigados a buscar imediatamente todos os recursos legais civis disponíveis em nome de nosso cliente contra você." Até o momento, nenhuma ação judicial foi movida em nome de Love. Os produtores do filme responderam às cartas afirmando: "As acusações desinformadas de Courtney Love e os esforços para desacreditar o filme são totalmente errados. Courtney Love e seus advogados claramente não gostam do fato de o filme apresentar um argumento convincente para reabrir a investigação sobre a morte de Kurt. Eles deveriam respeitar a Primeira Emenda e deixar as pessoas decidirem por si mesmas."
John Fisk, paramédico do Corpo de Bombeiros de Seattle e socorrista na cena da morte de Kurt Cobain em 1994, deu uma entrevista ao Mercer Island Reporter em 6 de abril de 2016, afirmando que "ele reiterou aos produtores de Soaked in Bleach que ainda acredita o caso continua sendo um suicídio."
Em 27 de junho de 2016, Vernon J. Geberth, ex-detetive de homicídios do Departamento de Polícia de Nova York, que estava entre os especialistas entrevistados no docudrama, postou um artigo em seu site Practical Homicide Investigation e na página do Facebook, afirmando que ele "não ficou feliz que os produtores de Soaked in Bleach fizeram parecer que ele concordava com sua teoria de homicídio". Ele afirmou ainda que "deixou bem claro que acreditava que Kurt Cobain tirou a própria vida e apoiou sua opinião com os fatos que obteve da Divisão de Homicídios do Departamento de Polícia de Seattle, juntamente com sua própria experiência com casos de suicídio". .
Carole Chaski, uma linguista forense, concordou com o veredicto oficial de suicídio. Ela também estava entre os especialistas mostrados em Soaked in Bleach . Em 9 de outubro de 2017, ela foi entrevistada no House Of Mystery Radio Show, afiliado da NBC News, afirmando que seus "resultados não apoiam a teoria da conspiração de que Courtney Love foi a autora da parte inferior para fazer com que parecesse uma nota de suicídio". Ela executou a nota de suicídio de Kurt Cobain através de um software computacional chamado SNARE (Suicide Note Assessment Review) e foi classificada como uma nota de suicídio (a parte superior e a parte inferior).